# دائرة الأغواط
دائرة الأغواط  هي إحدى الدوائر ال 10 لولاية الأغواط الجزائرية ومن بين ال 553 دائرة في الجزائر. عاصمتها هي الأغواط وتضم بلديات :
- الأغواط [1]

مساحتها 400 كم2 و تعداد سكانها 144747ن (إحصاء2008).

## مناطق
تضم دائرة الأغواط إضافة للمدينة عاصمة الولاية مناطق أهمها:
- البرج السنوسي : منطقة عمرانية
- حمدة : منطقة فلاحية
- جنين : منطقة فلاحية
- الدخلة : منطقة ريفية
- المريغة : منطقة ترفيهية
- الميلق : منطقة سياحية وصناعية
- بوشاكر : منطفة ريفية وصناعية
- متيليلي : منطقة فلاحية وصناعية
- الرميلة : منطقة سياحية و فلاحية

## الموقع
تقع دائرة الأغواط في الجهة الشرقية من الولاية التي تحمل نفس الاسم بين كل من دائرة سيدي مخلوف التي تحدها شمالا ومن الجهة الشرقية كذلك و دائرة قصر الحيران التي تحدها من الجنوب و دائرة عين ماضي التي تحدها غربا.